# Atanycolus dichrous
Atanycolus dichrous är en stekelart som först beskrevs av Brulle 1846.  Atanycolus dichrous ingår i släktet Atanycolus och familjen bracksteklar. Inga underarter finns listade.